# Pałac Ministra Skarbu
Pałac Ministra Skarbu, także pałac Ministrów Skarbu – pałac znajdujący się przy placu Bankowym 3/5 w Warszawie.

## Historia
Pałac powstał w latach 1825–1830 według projektu Antonia Corazziego w wyniku przebudowy barokowego pałacu należącego do rodziny Ogińskich. Budynek wzniesiony z przeznaczeniem na rezydencję ministra skarbu Franciszka Ksawerego Druckiego Lubeckiego pomiędzy budynkiem Giełdy i Banku Polskiego a pałacem Komisji Rządowej Przychodów i Skarbu.
Pałac jest 3-kondygnacyjny, 11-osiowy. Charakterystyczną cechą budynku są wielkie tarasy, rzadko spotykane w architekturze Warszawy.
Od lat 70. XIX wieku do 1915 roku pałac był siedzibą rosyjskiego I Gimnazjum Żeńskiego. We wrześniu 1918 roku zaczęto adaptację gmachu na siedzibę Rady Stanu, która jednak w następnym miesiącu, kiedy trwały jeszcze prace budowlane, została rozwiązana. Zakładano, że gmach mógłby stać się tymczasową siedzibą Sejmu, jednak odstąpiono od tego pomysłu.
W dwudziestoleciu międzywojennym gmach, po adaptacji dokonanej w latach 1920–1921 przez Mariana Lalewicza, wraz z sąsiednim pałacem Komisji Przychodów i Skarbu był siedzibą Ministerstwa Skarbu (z adresem ul. Rymarska 3/5).
Podczas obrony miasta we wrześniu 1939 budynek został zbombardowany i spalony. Został odbudowany w latach 1950–1954 pod kierunkiem Piotra Biegańskiego i wraz z sąsiednim Pałacem Komisji Rządowej Przychodów i Skarbu został przeznaczony na siedzibę Prezydium Stołecznej Rady Narodowej.
W 1951 przed pałacem odsłonięto pomnik Feliksa Dzierżyńskiego dłuta Zbigniewa Dunajewskiego. Monument został rozebrany w 1989, a w 2001 w pobliżu miejsca, w którym stał, odsłonięto pomnik Juliusza Słowackiego.
Pałac jest połączony z sąsiadującym pałacem Komisji Rządowej Przychodów i Skarbu (z którym ma wspólny adres) i pełni funkcje administracyjne. Większą część gmachu zajmują biura Mazowieckiego Urzędu Wojewódzkiego w Warszawie. W znajdującej się na pierwszym piętrze Sali im. Stefana Starzyńskiego obraduje Sejmik Województwa Mazowieckiego.

## Tablice pamiątkowe
Tablice umieszczone na budynku pomiędzy arkadami parteru upamiętniają:
- przywódców Klubu Jakobinów (odsłonięta w 1952)[11].
- Antonia Corazziego (w 1977, w stuletnią rocznicę śmierci architekta)[11]
- Franciszka Ksawerego Druckiego-Lubeckiego[11]
- Eugeniusza Kwiatkowskiego (2000)[12]
- Piotra Michałowskiego (2011)

## Galeria

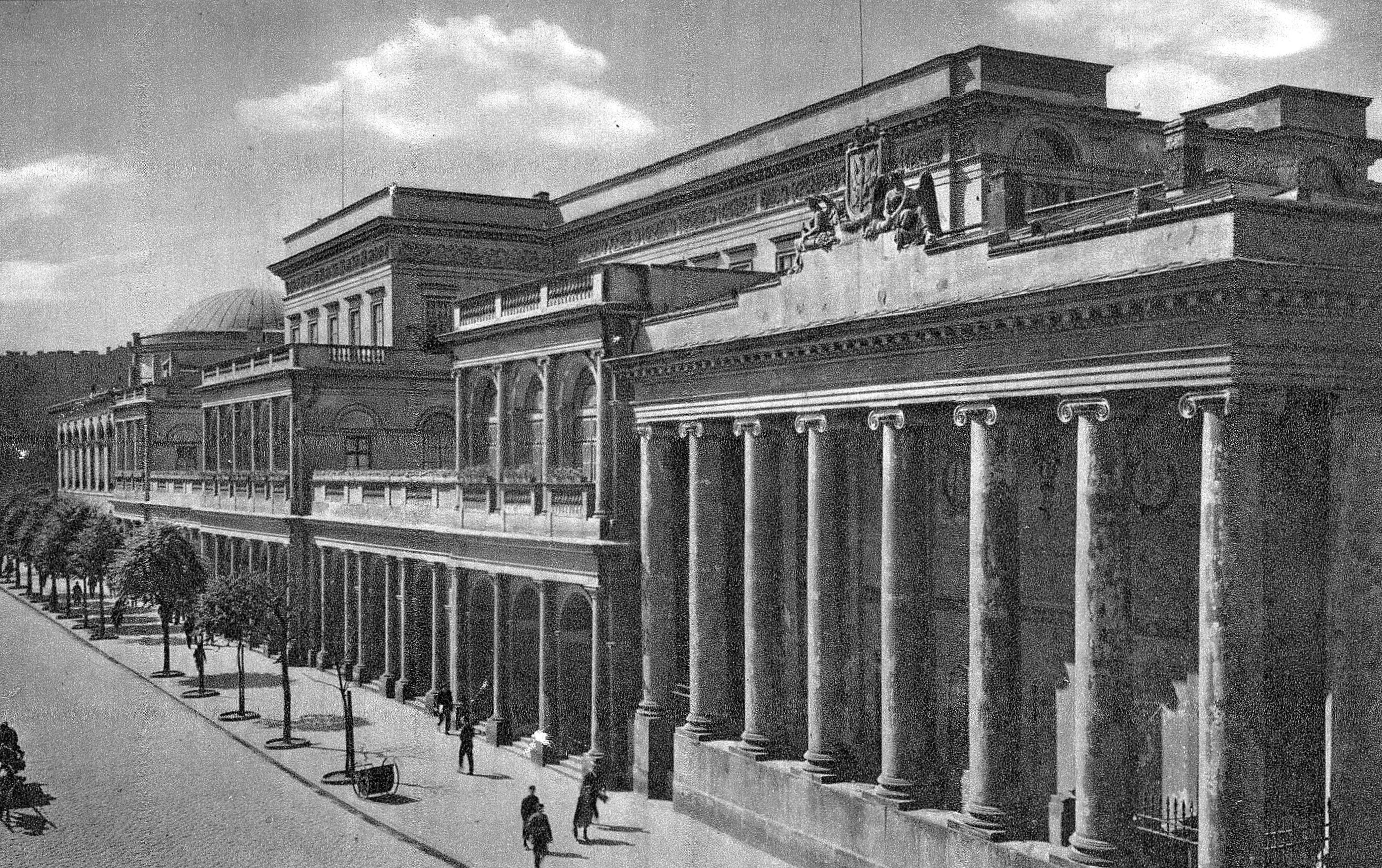
Pałac przed 1939
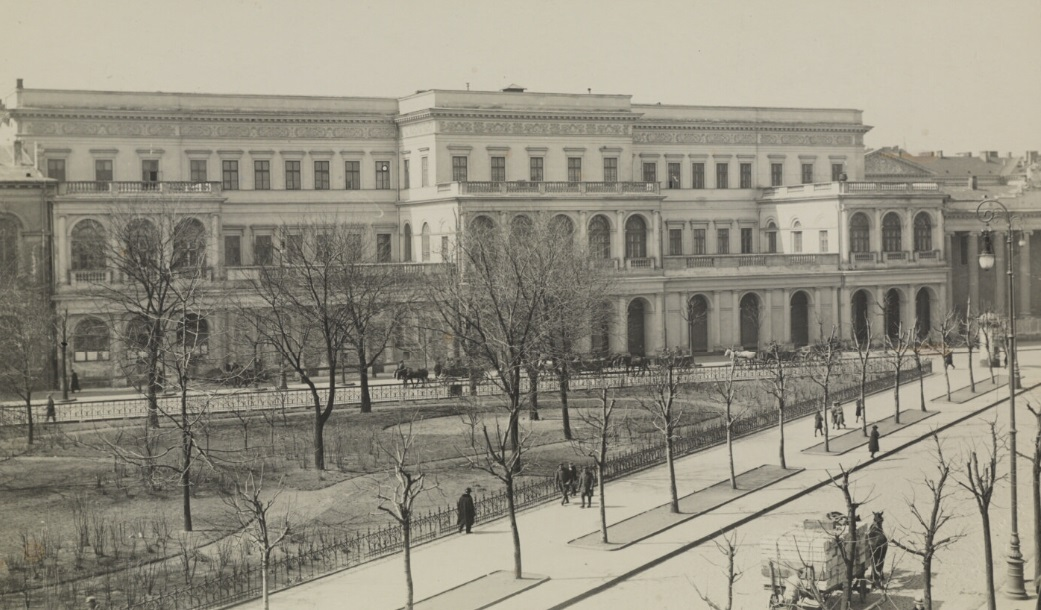
Pałac przed 1939 od strony ul. Rymarskiej
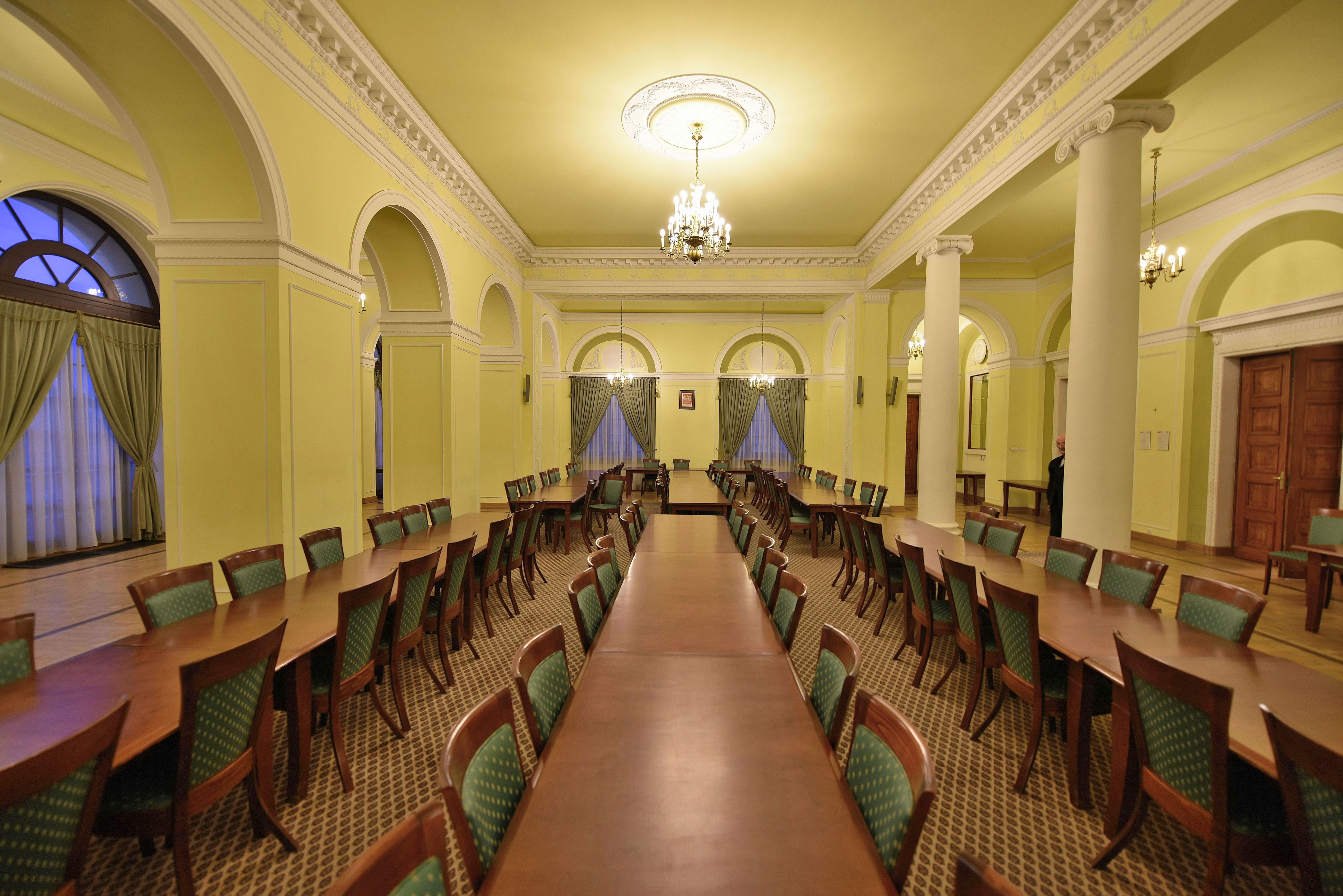
Sala im. Stefana Starzyńskiego, miejsce obrad Sejmiku Województwa Mazowieckiego